# Randy Flores
Pour les articles homonymes, voir Flores.
Randy Alan Flores (né le 31 juillet 1975 à Bellflower, Californie, États-Unis) est un lanceur de relève gaucher qui évolue dans les Ligues majeures de baseball de 2002 à 2010.
Membre des Cardinals de Saint-Louis durant cinq saisons, il remporte avec eux la Série mondiale 2006.
Il est le frère aîné de Ron Flores, autre lanceur gaucher ayant atteint les Ligues majeures.

## Carrière

### Débuts
Randy Flores est drafté à deux reprises : d'abord au 21e tour en 1996 par les Cardinals de Saint-Louis, avec qui il ne signe pas de contrat, puis en neuvième ronde par les Yankees de New York en 1997. Il joue en ligues mineures dans le réseau de filiales des Yankees jusqu'en 2001, après quoi il est transféré, le 12 octobre de la même année, aux Rangers du Texas pour compléter une transaction survenue au mois d'août précédent et dans laquelle Randy Velarde avait été transféré au club new-yorkais.
Flores fait ses débuts dans le baseball majeur le 23 avril 2002 avec les Rangers du Texas. Il effectue 20 sorties comme relève et enregistre le 14 juin son premier sauvetage, dans un gain des Rangers sur les Astros de Houston. Cédé au ballottage vers la mi-saison, Flores est réclamé par un club de la Ligue nationale, les Rockies du Colorado. Il obtient deux fois la balle comme lanceur partant lors de ce séjour chez les Rockies, lançant aussi six fois en relève, mais subit deux défaites. En 2003, il s'aligne toute l'année avec les Sky Sox de Colorado Springs, le club-école des Rockies dans la Ligue de la côte du Pacifique. Devenu agent libre en octobre, il accepte un contrat des Cardinals de Saint-Louis le 20 novembre 2003.

### Cardinals de Saint-Louis
Randy Flores se rapporte aux Redbirds de Memphis, club-école des Cardinals et est rappelé dans les majeures à la fin de la saison, lorsque les clubs de la MLB augmentent leurs effectifs à 40 joueurs pour le dernier droit du calendrier régulier. Le 25 septembre face à son ancienne équipe, les Rockies du Colorado, Flores lance deux manches en relève et est crédité de sa toute première victoire dans les rangs majeurs. Il termine l'année avec une excellente moyenne de points mérités de 1,93 en neuf matchs et 14 manches lancées pour Saint-Louis.
Il décroche une place au sein du groupe de releveurs des Cardinals au début de la saison 2005 et se montre efficace avec une moyenne de points mérités de 3,46 en 50 sorties, avec trois victoires et une seule défaite. 
En 2006, Flores apparaît dans 65 parties des Cardinals durant la saison régulière et, tout comme la saison précédente, joue en séries éliminatoires avec Saint-Louis. Éliminée en Série de championnat de la Ligue nationale en 2005, l'équipe remporte cette fois son premier titre mondial depuis 1982. Flores blanchit l'adversaire en cinq manches et deux tiers lancées au cours des rondes éliminatoires. Crédité de la victoire dans le septième et dernier match de la Série de championnat où les Cards éliminent les Mets de New York pour passer en finale, Flores lance une manche supplémentaire sans accorder de point en Série mondiale 2006 face aux Tigers de Detroit.
La saison 2007 est celle durant laquelle le lanceur gaucher voit le plus d'action depuis son arrivée dans les grandes ligues : il lance 55 manches en 70 parties, remporte trois victoires contre aucune défaite et présente une moyenne de points mérités de 4,25.
2008 est sa dernière saison à Saint-Louis. Devenu agent libre, il signe le 11 février 2009 un contrat avec les Rockies du Colorado.

### Colorado et Minnesota
Flores lance pour les Rockies en 2009, puis amorce la saison 2010 avec une moyenne de points mérités de 2,96 après 47 parties. Il est cependant laissé au ballottage par Colorado, et réclamé par les Twins du Minnesota, avec qui il complète l'année.
Le 10 février 2011, Randy Flores signe un contrat des ligues mineures avec les Padres de San Diego et est invité à leur entraînement de printemps. Il est retranché de l'effectif, assigné au club-école AAA de Tucson, puis finalement libéré le 15 mai sans avoir joué pour San Diego.
Le 17 mai 2011, il signe un contrat des ligues mineures avec les Yankees de New York et est immédiatement assigné au club-école de Scranton dans la Ligue internationale.